# Módulo fiscal
Módulo fiscal é uma unidade de medida agrária usada no Brasil, instituída pela Lei nº 6.746, de 10 de dezembro 1979. É expressa em hectares e é variável, sendo fixada para cada município, levando-se em conta:
- tipo de exploração predominante no município;
- a renda obtida com a exploração predominante;
- outras explorações existentes no município que, embora não predominantes, sejam expressivas em função da renda ou da área utilizada;
- conceito de propriedade familiar.

O módulo fiscal corresponde à área mínima necessária a uma propriedade rural para que sua exploração seja economicamente viável. A depender do município, um módulo fiscal varia de 5 a 110 hectares. Nas regiões metropolitanas, a extensão do módulo rural é geralmente bem menor do que nas regiões mais afastadas dos grandes centros urbanos.

## Classificação dos Imóveis
Atualmente, o módulo fiscal serve de parâmetro para a classificação fundiária do imóvel rural quanto à sua dimensão, de conformidade com art. 4º da Lei nº 8.629/93, sendo:
- Minifúndio: imóvel rural de área inferior a 1 (um) módulo rural; O conceito de minifúndio está atrelado ao módulo rural, variável de acordo com o tipo de exploração.
- Pequena propriedade: imóvel rural de área compreendida entre 1 (um) e 4 (quatro) módulos fiscais;
- Média propriedade: imóvel rural de área compreendida entre 4 (quatro) e 15 (quinze) módulos fiscais;
- Grande propriedade: imóvel rural de área superior a 15 (quinze) módulos fiscais.

´
O tamanho do módulo fiscal, em hectares, para cada município está fixado na Instrução Especial de 1980 do INCRA.